# Tomruksuyu, Samandağ
Tomruksuyu là một thị trấn thuộc huyện Samandağ, tỉnh Hatay, Thổ Nhĩ Kỳ. Dân số thời điểm năm 2011 là 3.347 người.